# Багатоголосся
Багатоголо́сся — гармонічний склад музики, оснований на поєднанні кількох голосів.
Перші достовірні згадки про багатоголосся в професійній музиці належать до X—XI століття. Ці ранні зразки є зразками органума. Надалі багатоголосне викладення в професійній музиці та низці народних музичних культур стає панівним.
Розрізняють декілька типів багатоголосся:
- Гетерофонія — виконання мелодії кількома голосами в унісон з епізодичними відступами від нього в окремих голосах. Цей тип, від якого ведуть походження всі інші, характерний для різних народних культур, в тому числі українського музичного фольклору.
- Гомофонія — в якій головний, найбільш розвинутий мелодично голос поєднується з нейтральними, підпорядкованими голосами (супроводом).
- Поліфонія — поєднання в одночасному звучанні розвинутих, відносно самостійних мелодій (голосів), або проведень однієї мелодії в різних голосах в різний час.

Зустрічаються також різні види складного багатоголосся, що поєднують різні типи багатоголосся в одночасності.